# Чемпіонат світу з футболу 2010 (кваліфікаційний раунд, УЄФА, група 3)
| М  | Команда           | І  | В | Н | П  | МЗ | МП | РМ  | О  |
| -- | ----------------- | -- | - | - | -- | -- | -- | --- | -- |
| 1. | Словаччина        | 10 | 7 | 1 | 2  | 22 | 10 | +12 | 22 |
| 2. | Словенія          | 10 | 6 | 2 | 2  | 18 | 4  | +14 | 20 |
| 3. | Чехія             | 10 | 4 | 4 | 2  | 17 | 6  | +11 | 16 |
| 4. | Північна Ірландія | 10 | 4 | 3 | 3  | 13 | 9  | +4  | 15 |
| 5. | Польща            | 10 | 3 | 2 | 5  | 19 | 14 | +5  | 11 |
| 6. | Сан-Марино        | 10 | 0 | 0 | 10 | 1  | 47 | −46 | 0  |

|                   | Чехія | Північна Ірландія | Польща | Сан-Марино | Словаччина | Словенія |
| ----------------- | ----- | ----------------- | ------ | ---------- | ---------- | -------- |
| Чехія             | —     | 0 : 0             | 2 : 0  | 7 : 0      | 1 : 2      | 1 : 0    |
| Північна Ірландія | 0 : 0 | —                 | 3 : 2  | 4 : 0      | 0 : 2      | 1 : 0    |
| Польща            | 2 — 1 | 1 : 1             | —      | 10 : 0     | 0 : 1      | 1 : 1    |
| Сан-Марино        | 0 : 3 | 0 : 3             | 0 : 2  | —          | 1 : 3      | 0 : 3    |
| Словаччина        | 2 : 2 | 2 : 1             | 2 : 1  | 7 : 0      | —          | 0 : 2    |
| Словенія          | 0 : 0 | 2 : 0             | 3 : 0  | 5 : 0      | 2 : 1      | —        |

## Результати

### Польща— Словенія
| 06.09.2008 17:00 UTC+2 |

| Польща              | 1 — 1    | Словенія  |
| ------------------- | -------- | --------- |
| Жевляков 17' (пен.) | Протокол | Дедіч 35' |

| Опоровська, Вроцлав Глядачів: 8 400 Арбітр: Крістінн Якобссон (Ісландія) |

### Словаччина— Північна Ірландія
| 06.09.2008 17:30 UTC+2 |

| Словаччина            | 2 — 1    | Північна Ірландія |
| --------------------- | -------- | ----------------- |
| Шкртел 46' Гамшик 70' | Протокол | Дюріца 81' (аг)   |

| Тегельне поле, Братислава Глядачів: 5 445 Арбітр: Микола Іванов (Росія) |

### Сан-Марино— Польща
| 10.09.2008 20:30 UTC+2 |

| Сан-Марино | 0 — 2    | Польща                       |
| ---------- | -------- | ---------------------------- |
|            | Протокол | Смолярек 35' Левандовскі 68' |

| Олімпійський, Серравалле Глядачів: 2 374 Арбітр: Хрістофорос Зографос (Греція) |

### Північна Ірландія— Чехія
| 10.09.2008 19:45 UTC+2 |

| Північна Ірландія | 0 — 0    | Чехія |
| ----------------- | -------- | ----- |
|                   | Протокол |       |

| Віндзор-Парк, Белфаст Глядачів: 12 882 Арбітр: Іван Бебек (Хорватія) |

### Словенія— Словаччина
| 10.09.2008 20:45 UTC+2 |

| Словенія          | 2 — 1    | Словаччина |
| ----------------- | -------- | ---------- |
| Новаковіч 22' 82' | Протокол | Якубко 83' |

| Людські врт, Марібор Глядачів: 9 900 Арбітр: Свен Оддвар Моен (Норвегія) |

### Польща— Чехія
| 11.10.2008 20:30 UTC+2 |

| Польща                     | 2 — 1    | Чехія     |
| -------------------------- | -------- | --------- |
| Брожек 27' Блащиковскі 53' | Протокол | Фенін 87' |

| Сілезький стадіон, Хожув Глядачів: 38 293 Арбітр: Вольфганг Штарк (Німеччина) |

### Сан-Марино— Словаччина
| 11.10.2008 20:30 UTC+2 |

| Сан-Марино | 1 — 3    | Словаччина                      |
| ---------- | -------- | ------------------------------- |
| Селва 45'  | Протокол | Шестак 33' Козак 39' Кархан 50' |

| Олімпійський, Серравалле Глядачів: 1 037 Арбітр: Саша Кевер (Швейцарія) |

### Словенія— Північна Ірландія
| 11.10.2008 |

| Словенія                    | 2 — 0    | Північна Ірландія |
| --------------------------- | -------- | ----------------- |
| Новаковіч 84' Любіянкіч 85' | Протокол |                   |

| Людські врт, Марібор Глядачів: 12 385 Арбітр: Едуардо Ітурральде Гонсалес (Іспанія) |

### Чехія— Словенія
| 15.10.2008 |

| Чехія      | 1 — 0    | Словенія |
| ---------- | -------- | -------- |
| Сіонко 63' | Протокол |          |

| На Стінадлех, Тепліце Глядачів: 15 220 Арбітр: Мартін Аткінсон (Англія) |

### Словаччина— Польща
| 15.10.2008 20:15 UTC+2 |

| Словаччина     | 2 — 1    | Польща       |
| -------------- | -------- | ------------ |
| Шестак 85' 86' | Протокол | Смолярек 70' |

| Тегельна Поле, Братислава Глядачів: 17 650 Арбітр: Бертран Лаєк (Франція) |

### Північна Ірландія— Сан-Марино
| 15.10.2008 19:45 UTC+2 |

| Північна Ірландія                          | 4 — 0    | Сан-Марино |
| ------------------------------------------ | -------- | ---------- |
| Гілі 30' Макенн 43' Лафферті 56' Девіс 75' | Протокол |            |

| Віндзор-Парк, Белфаст Глядачів: 12 957 Арбітр: Петтері Карі (Фінляндія) |

### Сан-Марино— Чехія
| 19.11.2008 20:30 UTC+1 |

| Сан-Марино | 0 — 3    | Чехія                          |
| ---------- | -------- | ------------------------------ |
|            | Протокол | Ковач 47' Поспєх 53' Нецід 83' |

| Олімпійський, Серравалле Арбітр: Ганнес Каасік (Естонія) |

### Сан-Марино— Північна Ірландія
| 11.02.2009 20:30 UTC+1 |

| Сан-Марино | 0 — 3    | Північна Ірландія              |
| ---------- | -------- | ------------------------------ |
|            | Протокол | Маколі 6' Макенн 32' Брант 63' |

| Олімпійський, Серравалле Глядачів: 1 942 Арбітр: Драгомір Станкович (Сербія) |

### Північна Ірладнія— Польща
| 28.03.2009 17:15 UTC |

| Північна Ірландія                                             | 3—2      | Польща                                     |
| ------------------------------------------------------------- | -------- | ------------------------------------------ |
| Воррен Фіні 10' Джонні Еванс 47' Міхал Жевляков 61' (автогол) | Протокол | Іренеуш Єлень 27' Марек Сагановський 90+1' |

| Віндзор-Парк, Белфаст Глядачів: 13 357 Арбітр: Мартін Гансон (Швеція) |

### Словенія— Чехія
| 28.03.2009 20:45 UTC+1 |

| Словенія | 0 — 0    | Чехія |
| -------- | -------- | ----- |
|          | Протокол |       |

| Людські врт, Марібор Глядачів: 12 500 Арбітр: Педру Проенса (Португалія) |

### Чехія— Словаччина
| 01.04.2009 20:30 UTC+2 |

| Чехія          | 1 – 2    | Словаччина              |
| -------------- | -------- | ----------------------- |
| Янкуловскі 30' | Протокол | Шестак 22' Єндрішек 82' |

| AXA Arena, Прага Глядачів: 14 956 Арбітр: Альберто Ундіано Мальєнко (Іспанія) |

### Північна Ірландія— Словенія
| 01.04.2009 19:45 UTC+1 |

| Північна Ірландія | 1 – 0    | Словенія |
| ----------------- | -------- | -------- |
| Фіні 73'          | Протокол |          |

| Віндзор-Парк, Белфаст Глядачів: 13 243 Арбітр: Алон Єфет (Ізраїль) |

### Польща— Сан-Марино
| 01.04.2009 20:30 UTC+2 |

| Польща | 10 – 0   | Сан-Марино |
| --- | -------- | ---------- |
| Боґускі 1', 27' Смолярек 18', 60', 72', 81' Р. Левандовскі 43' Єлень 51' M. Левандовскі 63' Сагановський 88' | Протокол |            |

| Стадіон Війська Польського, Варшава Глядачів: 15 200 Арбітр: Олексій Кульбаков (Білорусь) |

### Словаччина— Сан-Марино
| 06.06.2009 17:30 UTC+2 |

| Словаччина                                                        | 7 – 0    | Сан-Марино |
| ----------------------------------------------------------------- | -------- | ---------- |
| Чех 3', 32' Пекарік 12' Стох 35' Козак 42' Якубко 63' Ганзель 68' | Протокол |            |

| Тегельне Поле, Братислава Глядачів: 6 652 Арбітр: Джером Ефонґ Нзоло (Бельгія) |

### Словенія— Сан-Марино
| 19.08.2009 20:45 UTC+3 |

| Словенія                                                 | 5 – 0    | Сан-Марино |
| -------------------------------------------------------- | -------- | ---------- |
| Корен 19', 74' Радосавлєвіч 39' Кірм 54' Любіянкіч 90+3' | Протокол |            |

| Людскі врт, Марібор Глядачів: 4 400 Арбітр: Дімітар Макаровскі (Македонія) |

### Польща— Північна Ірландія
| 05.09.2009 20:30 UTC+2 |

| Польща             | 1 – 1    | Північна Ірландія |
| ------------------ | -------- | ----------------- |
| М. Левандовскі 80' | Протокол | Лафферті 38'      |

| Стадіон Війська Польського, Варшава Глядачів: 38 914 Арбітр: Мануель Мехуто Гонсалес (Іспанія) |

### Словаччина— Чехія
| 05.09.2009 20:30 UTC+2 |

| Словаччина                   | 2 – 2    | Чехія               |
| ---------------------------- | -------- | ------------------- |
| Шестак 59' Гамшік 73' (пен.) | Протокол | Пуділ 68' Барош 83' |

| Тегельне Поле, Братислава Глядачів: 23 800 Арбітр: Том Геннінґ Овребо (Норвегія) |

### Північна Ірландія— Словаччина
| 09.09.2009 19:45 UTC+1 |

| Північна Ірландія | 0 – 2    | Словаччина             |
| ----------------- | -------- | ---------------------- |
|                   | Протокол | Шестак 15' Голошко 67' |

| Віндзор-Парк, Белфаст Глядачів: 13 019 Арбітр: Бйорн Кейперс (Нідерланди) |

### Чехія— Сан-Марино
| 09.09.2009 17:20 UTC+2 |

| Чехія                                                          | 7 – 0    | Сан-Марино |
| -------------------------------------------------------------- | -------- | ---------- |
| Барош 28', 44', 45+3' (пен.), 66' Сверкош 47', 90+4' Нецид 86' | Протокол |            |

| Міський футбольний стадіон, Угерске Градіште Глядачів: 8 121 Арбітр: Арман Амірханян (Вірменія) |

### Словенія— Польща
| 09.09.2009 20:45 UTC+2 |

| Словенія                          | 3 – 0    | Польща |
| --------------------------------- | -------- | ------ |
| Дедіч 13' Новаковіч 44' Бірса 62' | Протокол |        |

| Людскі врт, Марібор Глядачів: 10 226 Арбітр: Вільям Коллум (Шотландія) |

### Чехія— Польща
| 10.10.2009 20:30 UTC+2 |

| Чехія                | 2 — 0    | Польща |
| -------------------- | -------- | ------ |
| Нецид 51' Плашил 72' | Протокол |        |

| Дженералі Арена, Прага Глядачів: 14 010 Арбітр: Клаус Бо Ларсен (Данія) |

### Словаччина— Словенія
| 10.10.2009 20:30 UTC+2 |

| Словаччина | 0 – 2    | Словенія               |
| ---------- | -------- | ---------------------- |
|            | Протокол | Бірса 56' Печнік 90+3' |

| Тегельне Поле, Братислава Глядачів: 23 800 Арбітр: Вольфґанґ Штарк (Німеччина) |

### Чехія— Північна Ірландія
| 14.10.2009 20:30 UTC+2 |

| Чехія | 0 — 0    | Північна Ірландія |
| ----- | -------- | ----------------- |
|       | Протокол |                   |

| Еден Арена, Прага Глядачів: 8 002 Арбітр: Лорен Дюомель (Франція) |

### Польща— Словаччина
| 14.10.2009 20:30 UTC+2 |

| Польща | 0 — 1    | Словаччина        |
| ------ | -------- | ----------------- |
|        | Протокол | Ганцарчик 3' (аг) |

| Сілезький стадіон, Хожув Глядачів: 4 500 Арбітр: Йонас Ерікссон (Швеція) |

### Сан-Марино— Словенія
| 14.10.2009 20:30 UTC+2 |

| Сан-Марино | 0 — 3    | Словенія                               |
| ---------- | -------- | -------------------------------------- |
|            | Протокол | Новаковіч 24' Стеванович 68' Шулер 81' |

| Олімпійський, Серравалле Глядачів: 1 745 Арбітр: Жолт Сабо (Угорщина) |